# Holy Fvck
Holy Fvck (estilizado en mayúsculas) es el octavo álbum de estudio de la cantante estadounidense Demi Lovato, estrenado el 19 de agosto de 2022, a través de Island Records. Lovato forma parte junto a Warren "Oak" Felder, Alex Niceforo y Keith Sorrells de la composición y producción de todas las canciones. El álbum marca el regreso de Lovato a los sonidos pop punk y rock que la influenciaron al inicio de su carrera con sus primeros álbumes de estudio: Don't Forget (2008) y Here We Go Again (2009). Yungblud, Royal and the Serpent y el grupo Dead Sara aparecen como vocalistas invitados.
Fue precedido por los lanzamientos de tres sencillos: «Skin of My Teeth», lanzado el 10 de junio, «Substance», lanzado el 15 de julio, y «29», lanzado el 17 de agosto. En apoyo al disco, Lovato se embarca en el Holy Fvck Tour recorriendo América que comenzó el 13 de agosto en Springfield y finalizará el 6 de noviembre en Irving.

## Antecedentes
Durante la primera mitad del 2022, Lovato anunció, a través de redes sociales, el «funeral» de su anterior música pop. En este lapso de tiempo compartió fotos y vídeos desde el estudio de grabación donde anticipaba los nuevos sonidos que representan su carrera. En una entrevista con Rolling Stones en febrero, confirmó su retorno al «emo-rock», marcando el «renacimiento de su primera era». También afirmó que el álbum no iría a ser R&B, sino «más rock que nada», y que tuvo inspiración de músicos punk que escuchaba, como Royal & The Serpent y Turnstile.
En abril, explicó estar «emocional al escuchar el álbum debido a su orgullo», además de etiquetarlo como «absolutamente el mejor hasta ahora» y tan representativo de «dónde comenzó y quién es hoy». A ese punto, confirmó que el sencillo principal estaba a semanas de lanzarse. Finalmente, el 23 de mayo, confirmó que el sencillo se titularía «Skin of My Teeth». Días después, anunció la fecha de lanzamiento y compartió la portada del mismo. Lovato anunció el álbum junto con su portada y la fecha de lanzamiento el día 6 de junio de 2022 a través de redes sociales. Según Pitchfork, el álbum incluiría 16 pistas.
Indicó tener «seguridad sobre sí y su música» al anunciar su octavo álbum de estudio, que la llevó a trabajar de la mano de los mismos productores de sus álbumes anteriores, Tell Me You Love Me y Dancing with the Devil... the Art of Starting Over. Será el segundo trabajo discográfico de Demi luego de su pausa en la industria debido a la sobredosis de heroína que la llevó a finalizar anticipadamente su gira Tell Me You Love Me World Tour y a redescubrirse como artista y como persona.
El 29 de junio anunció el lanzamiento del segundo sencillo, «Substance», estrenado el 15 de julio. Un comunicado de prensa indicó que el álbum contendría 16 canciones, e incluyó una declaración de Lovato, quien compartió:

«El proceso de hacer este álbum ha sido el más gratificante hasta ahora, y estoy agradecida con mis fanáticoss y colaboradores por acompañarme en este viaje. Nunca he tenido tanta seguridad de mí y de mi música, y este disco lo dice por sí mismo. A mis Lovatics que han estado rockeando conmigo desde el principio y a los que acaban de unirse ahora, gracias. Este disco es para ustedes».

## Promoción
El anuncio del álbum fue respaldado por el lanzamiento de un avance del álbum el 6 de junio de 2022, con un fragmento de «Skin of My Teeth» que sirve como música de fondo para una serie de clips de Lovato creando el álbum en el estudio. El tráiler termina con un fragmento de la canción «Freak», con la letra «Consigue tus entradas para el espectáculo de monstruos bebé, acércate para ver cómo el monstruo se vuelve loco». Lovato estrenó «Skin of My Teeth» el 9 de junio con una actuación en The Tonight Show Starring Jimmy Fallon. Durante su entrevista en el programa, reveló que el álbum contiene tres colaboraciones. También interpretó «Substance» en el programa Jimmy Kimmel Live! el 14 de julio y anunció el tracklist ese mismo día.

## Recepción crítica
Holy Fvck recibió una respuesta positiva de los críticos musicales. En Metacritic, que asigna una calificación de puntuación estándar sobre 100 a las reseñas de las publicaciones, el álbum recibió una promedio ponderado de 78, según 12 reseñas, lo que indica "críticas generalmente favorable".
Escribiendo para The Independent, Mark Beaumont revisó el álbum positivamente, describiéndolo como «un álbum de renacimiento de rock puro» y como «un álbum clásico que se despoja de la fachada pop, lleno de desafíos y renacimiento real». George Griffiths de Official Charts Company lo llamó «una colección oscura y peligrosa de pisotones pop-punk de alta aceleración que contienen revelaciones líricas realmente genuinas y desgarradoras». La reseña de Clash de Emily Swingle comentó que «con una actitud de punk-rock oscuro, este es un álbum que prospera en su pesadez, abrasador con veneno y gloriosamente audaz». «Realmente demuestra que Lovato es una fuerza multifacética a tener en cuenta, Holy Fvck es un aullido de brillantez», aseguró.
En una reseña de Pitchfork, Olivia Horn le otorgó al álbum una calificación de 6.5 sobre 10 y escribió que es «genuinamente emocionante ver a Lovato entrar en modo caos en 'Holy Fvck', optando por romper todo en lugar de repararse públicamente». «Dentro de la ira, hay mucho espacio para el humor y la irreverencia», destacando «Substance», «29» y la voz de Lovato. Horn también señaló que «a veces Lovato lleva la irreverencia al extremo», haciendo referencia a la portada del álbum y algunas de las letras sexuales de las canciones, y que «en el punto medio del álbum, se comienza a desear un poco más de sutileza».
Dando a Holy Fvck tres estrellas de cinco, la colaboradora de NME, Hannah Mylrea, elogió «Substance» y «City of Angels» como «momentos de pop-punk al galope», y la poderosa voz de Lovato que «brilla, chorreando emoción y demostrando una técnica impresionante». A su vez, criticó los «cortes lentos y empalagosos» en el álbum, como «Happy Ending», «4 Ever 4 Me» y «Wasted».
El álbum fue designado como uno de los mejores álbumes del año 2022 por varios medios especializados. RiffMagazine lo situó en el puesto 23, mientras que ocupó el lugar 39 en Billboard y considerado por la misma revista como uno de los mejores 20 álbumes lanzados por artistas LGBT durante 2022.

## Lista de canciones
Demi Lovato, Warren "Oak" Felder, Alex Niceforo y Keith Sorrells forman parte de la composición y producción de todas las canciones. Escritores adicionales se encuentran debajo.

| Lista de canciones de Holy Fvck |                                    |                                      |          |  |
| N.º                             | Título                             | Escritor(es)                         | Duración |  |
| 1.                              | «Freak» (con Yungblud)             | Laura Veltz Michael Pollack Yungblud | 2:36     |  |
| 2.                              | «Skin of My Teeth»                 | Veltz Aaron Puckett                  | 2:42     |  |
| 3.                              | «Substance»                        | Veltz Jutes                          | 2:40     |  |
| 4.                              | «Eat Me» (con Royal & the Serpent) | Royal & the Serpent                  | 3:00     |  |
| 5.                              | «Holy Fvck»                        | Veltz Salem Ilese                    | 2:34     |  |
| 6.                              | «29»                               | Veltz Sean Douglas                   | 2:43     |  |
| 7.                              | «Happy Ending»                     | Veltz Jutes Mitch Allan              | 3:49     |  |
| 8.                              | «Heaven»                           | Veltz Puckett                        | 2:27     |  |
| 9.                              | «City of Angels»                   | Allan Jutes Ilese                    | 2:51     |  |
| 10.                             | «Bones»                            | Dead Sara                            | 2:31     |  |
| 11.                             | «Wasted»                           | Veltz Douglas                        | 3:03     |  |
| 12.                             | «Come Together»                    | Veltz Douglas                        | 3:33     |  |
| 13.                             | «Dead Friends»                     | Veltz Sam Ellis                      | 2:57     |  |
| 14.                             | «Help Me» (con Dead Sara)          | Dead Sara                            | 3:23     |  |
| 15.                             | «Feed»                             | Veltz Daniel Tashian JT Daly         | 3:13     |  |
| 16.                             | «4 Ever 4 Me»                      | Veltz Allan Susan Joyce              | 3:46     |  |
| 47:48                           |                                    |                                      |          |  |

## Posicionamiento en listas
| Listas (2022)                           | Mejor posición |
| --------------------------------------- | -------------- |
| Australia (ARIA)                        | 47             |
| Austria (Ö3 Austria)                    | 74             |
| Bélgica (Ultratop flamenca)             | 14             |
| Bélgica (Ultratop valona)               | 52             |
| Canadá (Billboard Canadian Albums)      | 45             |
| Países Bajos (Album Top 100)            | 45             |
| Francia (SNEP)                          | 87             |
| Alemania (Offizielle Top 100)           | 26             |
| Irlanda (IRMA)                          | 89             |
| Nueva Zelanda (RMNZ)                    | 36             |
| Portugal (AFP)                          | 6              |
| Escocia (Scottish Albums Chart)         | 6              |
| España (PROMUSICAE)                     | 19             |
| Suiza (Schweizer Hitparade)             | 41             |
| Reino Unido (UK Albums Chart)           | 7              |
| Estados Unidos (Billboard 200)          | 7              |
| Estados Unidos (Top Alternative Albums) | 1              |
| Estados Unidos (Top Rock Albums)        | 1              |

## Historial de Lanzamientos
| Región | Fecha                    | Formatos | Discográfica | Ref.   |
| ------ | ------------------------ | -------- | ------------ | ------ |
| Varios | 19 de agosto de 2022     | CD       | Island       | [ 51 ] |
| Varios | 30 de septiembre de 2022 | Casete   | Island       | [ 52 ] |